# Jill Henselwood
Jill Henselwood, född den 1 november 1962 i Ottawa i Kanada, är en kanadensisk ryttare.
Hon tog OS-silver i lagtävlingen i hoppning i samband med de olympiska ridsporttävlingarna 2008 i Peking.